# Baía de Chetumal

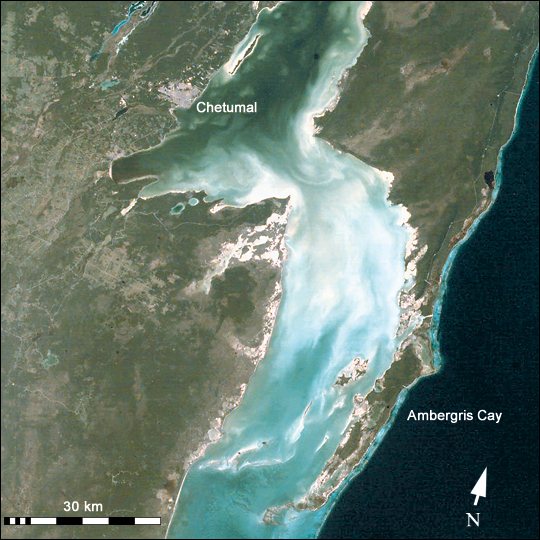
A baía de Chetumal vista do espaço

A baía de Chetumal é uma grande baía localizada no sul da península de Iucatã, na fronteira entre México e Belize.
À beira da baía está situada a cidade de Chetumal, capital do estado mexicano de Quintana Roo. A foz da baía está voltada para o sul, onde está situada a grande ilha belizense de Ambergris Caye, importante ponto turístico da região, e termina no mar do Caribe.